# Philippe Léonard
Philippe Léonard (Liège, 1974. február 14. –) belga válogatott labdarúgó.
A belga válogatott tagjaként részt vett a 2000-es Európa-bajnokságon.

## Sikerei, díjai
Standard Liège
- Belga kupa (1): 1992–93

Monaco
- Francia bajnok (2): 1996–97, 1999–2000
- Francia ligakupa (1): 2002–03
- Francia szuperkupa (2): 1997, 2000